# Dan-Issa
Dan-Issa (auch: Dan Issa) ist eine Landgemeinde im Departement Madarounfa in Niger.

## Geographie
Dan-Issa liegt in der Großlandschaft Sudan und grenzt im Süden an den Nachbarstaat Nigeria. Die Nachbargemeinden in Niger sind Madarounfa im Westen, Djiratawa im Nordwesten, Tchadoua im Nordosten und Aguié im Osten. Bei den Siedlungen im Gemeindegebiet handelt es sich um 84 Dörfer, 15 Weiler und 33 Lager. Der Hauptort der Landgemeinde ist das Dorf Dan-Issa. Es liegt auf einer Höhe von 358 m. Beim Dorf Farou befindet sich ein Grenzposten zu Nigeria.

## Geschichte
Im zu Dan-Issa gehörenden Dorf Dambo wurde 1914 einer der ersten Zollposten eingerichtet, an dem beim grenzüberschreitenden Handel zwischen dem damals französischen Niger und dem damals britischen Nigeria Abgaben zu entrichten waren. Die schlecht ausgebildeten und wenig kontrollierten Zöllner kamen aus den Reihen der tirailleurs sénégalais.
Die Landgemeinde Dan-Issa ging als Verwaltungseinheit 2002 im Zuge einer landesweiten Verwaltungsreform aus dem östlichen Teil des Kantons Madarounfa hervor. Durch ein Misstrauensvotum des Gemeinderats wurde 2012 der Bürgermeister von Dan-Issa, Mahaman Rabé von der Partei RSD-Gaskiya, abgesetzt.

## Bevölkerung
Bei der Volkszählung 2012 hatte die Landgemeinde 94.841 Einwohner, die in 11.976 Haushalten lebten. Bei der Volkszählung 2001 betrug die Einwohnerzahl 54.290 in 8302 Haushalten.
Bei der Volkszählung 2012 hatte die Landgemeinde 94.841 Einwohner, die in 11.976 Haushalten lebten. Bei der Volkszählung 2001 betrug die Einwohnerzahl 54.290 in 8302 Haushalten.
Im Hauptort lebten bei der Volkszählung 2012 14.358 Einwohner in 1955 Haushalten, bei der Volkszählung 2001 7597 in 1168 Haushalten und bei der Volkszählung 1988 6189 in 1065 Haushalten.
In ethnischer Hinsicht ist die Gemeinde ein Siedlungsgebiet von Katsinawa, Azna und Fulbe.

## Politik
Der Gemeinderat (conseil municipal) hat 23 gewählte Mitglieder. Mit den Kommunalwahlen 2020 sind die Sitze im Gemeinderat wie folgt verteilt: 14 PNDS-Tarayya, 4 CPR-Inganci, 3 PJP-Génération Doubara und 2 RSD-Gaskiya.
Jeweils ein traditioneller Ortsvorsteher (chef traditionnel) steht an der Spitze von 82 Dörfern in der Gemeinde, darunter dem Hauptort.

## Wirtschaft und Infrastruktur
Die Gemeinde liegt in jener schmalen Zone entlang der Grenze zu Nigeria, die von Tounouga im Westen bis Malawa im Osten reicht, in der Bewässerungsfeldwirtschaft für Cash Crops praktiziert wird. Im Hauptort gibt es einen Markt. Dieser wurde nach 1960, dem Jahr der staatlichen Unabhängigkeit Nigers, etabliert. Das staatliche Versorgungszentrum für landwirtschaftliche Betriebsmittel und Materialien (CAIMA) unterhält eine Verkaufsstelle im Hauptort. Die Niederschlagsmessstation im Hauptort liegt auf 403 m Höhe und wurde 1981 in Betrieb genommen. Beim Dorf Garin Liman wird Gold abgebaut.
Der CEG Dan-Issa und der CEG FA Dan-Issa sind allgemein bildende Schulen. Das Kürzel CEG steht dabei für  Collège d’Enseignement Général und das für einen Schwerpunkt auf die arabische zusätzlich zur französischen Sprache hinweisende Kürzel CEG FA für Collège d’Enseignement Général Franco-Arabe. Beim Centre de Formation aux Métiers de Dan-Issa (CFM Dan-Issa) handelt es sich um ein Berufsausbildungszentrum. Gesundheitszentren des Typs Centre de Santé Intégré (CSI) sind im Hauptort und in der Siedlung Guidan Basso vorhanden. Das Gesundheitszentrum im Hauptort verfügt über ein eigenes Labor und eine Entbindungsstation.
Durch die Gemeinde, unter anderem durch den Hauptort, verläuft die Nationalstraße 9 zwischen der Regionalhauptstadt Maradi und der Staatsgrenze mit Nigeria. Der Hauptort und das Dorf Tapkin Guiwa sind über die Route 424, eine einfache Piste, miteinander verbunden.